# Diócesis de Hoima
La diócesis de Hoima (en latín: Dioecesis Hoimana, en inglés: Roman Catholic Diocese of Hoima) es una circunscripción eclesiástica de la Iglesia católica en Uganda. Se trata de una diócesis latina, sufragánea de la arquidiócesis de Mbarara. Desde el 30 de noviembre de 2015 su obispo es Vincent Kirabo.

## Territorio y organización
La diócesis tiene 17 200 km² y extiende su jurisdicción sobre los fieles católicos de rito latino residentes en los distritos de Bulisa, Masindi, Hoima y Kibale en la región Occidental.
La sede de la diócesis se encuentra en la ciudad de Hoima, en donde se halla la Catedral de San Pedro.
En 2021 en la diócesis existían 47 parroquias.

## Historia
La diócesis fue erigida el 9 de agosto de 1965 con la bula Quo aptius christifidelium del papa Pablo VI, obteniendo el territorio de la diócesis de Fort Portal y la arquidiócesis de Rubaga (hoy arquidiócesis de Kampala).
Originalmente sufragánea de la arquidiócesis de Rubaga, el 2 de enero de 1999 pasó a formar parte de la provincia eclesiástica de la arquidiócesis de Mbarara.

## Estadísticas
Según el Anuario Pontificio 2022 la diócesis tenía a fines de 2021 un total de 1 155 750 fieles bautizados.
| Año                                                                             | Población            | Población | Población      | Sacerdotes | Sacerdotes    | Sacerdotes    | Bautizados por sacerdote | Diáconos permanentes | Religiosos | Religiosos | Parroquias |
| Año                                                                             | Bautizados católicos | Total     | % de católicos | Total      | Clero secular | Clero regular | Bautizados por sacerdote | Diáconos permanentes | Varones    | Mujeres    | Parroquias |
| ------------------------------------------------------------------------------- | -------------------- | --------- | -------------- | ---------- | ------------- | ------------- | ------------------------ | -------------------- | ---------- | ---------- | ---------- |
| 1969                                                                            | 90 000               | 200 000   | 45.0           | 34         | 15            | 19            | 2647                     | 3                    | 25         | 60         | 7          |
| 1980                                                                            | 290 000              | 538 000   | 53.9           | 38         | 29            | 9             | 7631                     |                      | 14         | 66         | 12         |
| 1990                                                                            | 324 223              | 615 140   | 52.7           | 55         | 48            | 7             | 5894                     |                      | 16         | 90         | 17         |
| 1999                                                                            | 484 000              | 838 630   | 57.7           | 78         | 67            | 11            | 6205                     |                      | 18         | 127        | 23         |
| 2000                                                                            | 511 600              | 892 500   | 57.3           | 85         | 75            | 10            | 6018                     |                      | 19         | 126        | 24         |
| 2001                                                                            | 523 248              | 1 008 919 | 51.9           | 91         | 81            | 10            | 5749                     |                      | 16         | 127        | 25         |
| 2002                                                                            | 547 680              | 1 070 943 | 51.1           | 91         | 83            | 8             | 6018                     |                      | 19         | 139        | 27         |
| 2003                                                                            | 620 100              | 1 281 350 | 48.4           | 81         | 72            | 9             | 7655                     |                      | 15         | 143        | 27         |
| 2004                                                                            | 658 900              | 1 332 900 | 49.4           | 82         | 69            | 13            | 8035                     |                      | 21         | 138        | 28         |
| 2006                                                                            | 685 000              | 1 386 000 | 49.4           | 93         | 80            | 13            | 7365                     |                      | 18         | 135        | 31         |
| 2007                                                                            | 760 400              | 1 430 000 | 53.2           | 121        | 109           | 12            | 6284                     | 8                    | 21         | 155        | 35         |
| 2013                                                                            | 1 040 652            | 1 753 000 | 59.4           | 148        | 142           | 6             | 7031                     |                      | 14         | 122        | 38         |
| 2016                                                                            | 1 155 849            | 2 176 409 | 53.1           | 158        | 152           | 6             | 7315                     |                      | 10         | 145        | 38         |
| 2019                                                                            | 1 086 310            | 2 094 325 | 51.9           | 173        | 173           |               | 6279                     |                      | 9          | 184        | 46         |
| 2021                                                                            | 1 155 750            | 2 228 280 | 51.9           | 186        | 182           | 4             | 6213                     |                      | 10         | 184        | 47         |
| Fuente: Catholic-Hierarchy, que a su vez toma los datos del Anuario Pontificio. |                      |           |                |            |               |               |                          |                      |            |            |            |

## Episcopologio
- Cipriano Biyehima Kihangire † (9 de agosto de 1965-19 de diciembre de 1968 nombrado obispo de Gulu)
- Albert Edward Baharagate (7 de julio de 1969-9 de marzo de 1991 renunció)
- Deogratias Muganwa Byabazaire † (9 de marzo de 1991 por sucesión-8 de febrero de 2014 falleció)
- Vincent Kirabo, desde el 30 de noviembre de 2015